# Décès en novembre 2010
Décès
- 2006
- 2007
- 2008
- 2009
- 2010
- 2011
- 2012
- 2013
- 2014

Pour une information complémentaire, voir la page d'aide.

## Novembre 2010
| Date         | Nom                     | Activités                                                                       | Âge | Source |
| ------------ | ----------------------- | ------------------------------------------------------------------------------- | --- | --- |
| 1er novembre | Ed Litzenberger         | Joueur de hockey sur glace canadien.                                            | 78  | (en) |
| 2 novembre   | Roudolf Barchaï         | Altiste et chef d'orchestre israélien d'origine russe.                          | 86  | (en) |
| 2 novembre   | Andy Irons              | Surfeur américain.                                                              | 32  | |
| 2 novembre   | Ken Yuasa               | Chirurgien japonais.                                                            | 95  | |
| 3 novembre   | Charles Charras         | Comédien, adaptateur et poète français.                                         | 90  | |
| 3 novembre   | Réginald Hamel          | Professeur québécois et historien de la littérature de langue française.        | 79  | |
| 3 novembre   | Viktor Tchernomyrdine   | Homme politique russe, Premier ministre de 1992 à 1998.                         | 72  | |
| 4 novembre   | Sparky Anderson         | Membre du Temple de la renommée du baseball.                                    | 76  | |
| 4 novembre   | Eugénie Blanchard       | Doyenne de l'humanité française du 2 mai 2010 au 4 novembre 2010.               | 114 | |
| 4 novembre   | Tahar Cheriaa           | Cinéaste tunisien.                                                              | 83  | |
| 4 novembre   | Antoine Duquesne        | Homme politique belge.                                                          | 69  | |
| 4 novembre   | Walter Isard            | Professeur américain d'économie et pionnier de science régionale.               | 91  | |
| 5 novembre   | Jill Clayburgh          | Actrice américaine.                                                             | 66  | (en) |
| 5 novembre   | Jean Compagnon          | Général français, vétéran de la Seconde Guerre mondiale.                        | 94  | |
| 5 novembre   | Aristide Gorelli        | Footballeur français.                                                           | 95  | |
| 5 novembre   | Hajo Herrmann           | Colonel nazi.                                                                   | 97  | (de) |
| 5 novembre   | Adrian Păunescu         | Poète, journaliste, et homme politique roumain.                                 | 67  | |
| 5 novembre   | Shirley Verrett         | Chanteuse lyrique américaine, mezzo-soprano.                                    | 79  | (en) |
| 6 novembre   | Jo Myong-Rok            | Chasu (vice-maréchal de l'Air) de l'Armée populaire de Corée du Nord.           | 82  | (zh) |
| 6 novembre   | Michael Seifert         | Caporal SS, commandant du camp de concentration de Bolzano.                     | 86  | |
| 8 novembre   | Emilio Eduardo Massera  | Dictateur argentin.                                                             | 85  | |
| 10 novembre  | Nicolo Rizzuto          | Patriarche, parrain montréalais de la mafia italo-américaine.                   | 86  | |
| 11 novembre  | Simone Valère           | Actrice française.                                                              | 89  | |
| 11 novembre  | Dino De Laurentiis      | Producteur de cinéma italien.                                                   | 91  | |
| 11 novembre  | Marie Osborne           | Actrice américaine (enfant du cinéma muet).                                     | 99  | |
| 11 novembre  | Léon Vachet             | Homme politique français.                                                       | 77  | |
| 12 novembre  | Abderrahmane Djilali    | Théologien et historien algérien.                                               | 102 | |
| 12 novembre  | Ernst von Glasersfeld   | Philosophe, cybernéticien et psychologue autrichien.                            | 93  | (de) |
| 12 novembre  | Henryk Górecki          | Compositeur polonais.                                                           | 76  | |
| 13 novembre  | Luis García Berlanga    | Réalisateur et scénariste espagnol.                                             | 89  | |
| 13 novembre  | Richard Van Genechten   | Cycliste belge.                                                                 | 80  | |
| 13 novembre  | Allan Sandage           | Astronome américain.                                                            | 84  | |
| 15 novembre  | Aubert Lemeland         | Compositeur français.                                                           | 77  | |
| 15 novembre  | Edmond Amran El Maleh   | Écrivain et intellectuel marocain.                                              | 93  | |
| 15 novembre  | Roberto Pregadio        | Compositeur et chef d'orchestre italien .                                       | 81  | |
| 15 novembre  | Armand Chagot           | Acteur français.                                                                | 61  | |
| 16 novembre  | Mimi Perrin             | Pianiste, chanteuse de jazz et traductrice française.                           | 84  | |
| 16 novembre  | Claude Strebelle        | Architecte et urbaniste belge.                                                  | 93  | |
| 17 novembre  | Olavo Rodrigues Barbosa | Footballeur brésilien.                                                          | 87  | (pt) |
| 17 novembre  | Isabelle Caro           | mannequin et comédienne française                                               | 28  | |
| 18 novembre  | Mildred Clary           | Luthiste, devenue productrice de radio et de télévision, musicologue française. | 79  | |
| 18 novembre  | Brian G. Marsden        | Astronome américano-britannique.                                                | 73  | |
| 18 novembre  | Abraham Serfaty         | Homme politique marocain, ancien opposant à Hassan II.                          | 84  | Pierre Haski, « Mort d'Abraham Serfaty, opposant historique d'Hassan II », sur Rue89, nouvelobs.com, 18 novembre 2010 |
| 18 novembre  | Gaye Stewart            | Joueur de hockey sur glace canadien.                                            | 87  | (en) |
| 18 novembre  | Ana Nogueira de Lucas   | Doyenne de l'humanité, du 4 novembre 2010 à son décès.                          | 114 | (en) |
| 19 novembre  | Pat Burns               | Entraîneur canadien de hockey sur glace.                                        | 58  | |
| 19 novembre  | Marcel Robin            | Sociologue français.                                                            | 86  | |
| 20 novembre  | David Nolan             | Homme politique fondateur du Parti libertarien américain.                       | 66  | |
| 21 novembre  | Jean Parvulesco         | Écrivain et journaliste français, d'origine roumaine.                           | 81  | |
| 21 novembre  | Almeida Prado           | Compositeur et pianiste brésilien.                                              | 67  | (pt) |
| 21 novembre  | Claude de Romefort      | Imprimeur, éditeur, peintre et dessinateur français.                            | 92  | |
| 22 novembre  | Frank John Fenner       | Virologue australien.                                                           | 95  | (en) |
| 22 novembre  | Julien Guiomar          | Acteur français.                                                                | 82  | |
| 22 novembre  | Len Lunde               | Joueur puis entraîneur de hockey sur glace canadien.                            | 74  | (en) |
| 22 novembre  | Jean Moxhet             | Coureur cycliste belge.                                                         | 78  | |
| 22 novembre  | Urbano Navarrete        | Jésuite, Cardinal espagnol.                                                     | 90  | |
| 23 novembre  | Pavel Lednev            | Médaillé olympique (1968-1980) de pentathlon moderne.                           | 67  | (en) |
| 23 novembre  | Ingrid Pitt             | Actrice britannique d'origine allemande et polonaise.                           | 73  | |
| 24 novembre  | Huang Hua               | Homme politique chinois.                                                        | 97  | (en) |
| 24 novembre  | Sergio Valech           | Évêque chilien.                                                                 | 83  | |
| 25 novembre  | Leonardo Colella        | Footballeur brésilien d'origine italienne.                                      | 80  | (pt) |
| 26 novembre  | Palle Huld              | Acteur danois.                                                                  | 98  | |
| 26 novembre  | Georges Noël            | Peintre, sculpteur et dessinateur français.                                     | 85  | |
| 27 novembre  | Miodrag Djuric dit Dado | Artiste peintre, dessinateur, graveur, sculpteur.                               | 77  | |
| 27 novembre  | Irvin Kershner          | Cinéaste américain.                                                             | 87  | |
| 28 novembre  | Samuel T. Cohen         | Physicien américain.                                                            | 89  | |
| 28 novembre  | Giórgos Foúndas         | Acteur grec.                                                                    | 86  | (en) |
| 28 novembre  | Vladimir Maslatchenko   | Footballeur soviétique.                                                         | 74  | (ru) |
| 28 novembre  | Leslie Nielsen          | Acteur canado-américain.                                                        | 84  | |
| 29 novembre  | Bella Akhmadoulina      | Poétesse, scénariste et actrice russe.                                          | 73  | |
| 29 novembre  | John Gerrish (en)       | Compositeur et professeur américain de musique.                                 | 100 | (en) |
| 29 novembre  | Richard Goldman         | Philanthrope californien, fondateur des prix Goldman pour l'environnement.      | 90  | (en) |
| 29 novembre  | Patrice Lestage         | footballeur français.                                                           | 49  | |
| 29 novembre  | Mario Monicelli         | Cinéaste italien.                                                               | 95  | |
| 29 novembre  | Maurice Vincent Wilkes  | Professeur, pionnier britannique de l'informatique.                             | 97  | (en) |
| 30 novembre  | Jean Kirchen            | Coureur cycliste luxembourgeois.                                                | 90  | |
| 30 novembre  | Casimir Koza            | Footballeur français, du RCL (1953-1957).                                       | 75  | |
| 30 novembre  | Imre Sátori             | Footballeur hongrois.                                                           | 73  | |
| 30 novembre  | Monty Sunshine          | Clarinettiste londonien de jazz.                                                | 82  | (en) |